# Lasswade
Lasswade è un villaggio e parrocchia civile (e anticamente: un burgh) della Scozia sud-orientale, facente parte dell'area amministrativa del Lothian Centrale (Midlothian) e situato lungo il corso del fiume North Esk.

## Geografia fisica
Lasswade si trova nella parte settentrionale del Midlothian, a pochi chilometri a s sud della costa che si affaccia sul Mare del Nord e a sud-ovest di Edimburgo e a sud-est di Musselburgh.

## Origini del nome
Il toponimo Lasswade deriva dall'antico inglese leas gewaed, che significa "guado nel prato".

## Storia

### Dalla fondazione ai giorni nostri
Come suggerisce anche l'etimologia del toponimo Lasswade (v. sopra), è ipotizzabile che nel corso dell'VIII secolo vi fosse un insediamento di popolazioni originarie della Northumbria.
La località è tuttavia menzionata per la prima volta nel 1150 come Leswade. Sempre nel corso del XII secolo, fu costruita una chiesa in loco che si stagliava sulla collina che dà sul fiume.
A partire dalla metà del XVIII secolo, si svilupparono nella zona vari tipi di attività industriali, come la produzione della farina.

## Monumenti e luoghi d'interesse

### Architetture civili

#### Barony House
Tra i principali edifici di Lasswade, figura la Barony House, risalente al 1791.

#### Pittendreich House
Altro edificio d'interesse è la Pittendreich House,  risalente al 1857
|  |

## Sport
- Lasswade RFC, squadra di rugby[4]